# Buddhika Warnakulasuriya
Buddhika Warnakulasuriya (parfois orthographié Buddhika Warnakulasooriya), né le 9 mars 1983, est un coureur cycliste srilankais.

## Biographie
En 2014, il est sacré double champion du Sri Lanka, dans la course en ligne et le contre-la-montre. Il représente également son pays lors des Jeux du Commonwealth, qui se tiennent à Glasgow.
En avril 2017, il termine septième et meilleur coureur srilankais de la Sri Lanka T-Cup, ouverte aux étrangers. 

## Palmarès
- 2011
  - Guwan Hamuda Papedi Savarji[4]
  - 3e étape du Deyata Kirula Cycle Tour[5]
- 2012
  - Presidential "Padawi Prapthiya" Commemoration Cycle Race[6]
- 2014
  -  Champion du Sri Lanka sur route
  -  Champion du Sri Lanka du contre-la-montre
  - Air Force Cycle Tour[7]
- 2015
  - 3e du championnat du Sri Lanka du contre-la-montre
- 2018
  - 3e du championnat du Sri Lanka du contre-la-montre
- 2019
  - Standard Cycle Race[7]
  - Air Force Cycle Race[8]